# Most wanted
Most wanted (на български – „Най-желан“) е компилационен албум на американската поп певица Хилари Дъф, пуснат в продажба в Северна Америка на 16 август 2005 г.

## Описание
Той включва някои от по-ранните песни на Хилари Дъф, ремикси и нови парчета писани и издадени с помощта на Джоел Маден (водещ вокалист на Good Charlotte и тогавашно гадже на Дъф) и неговия брат Бенджи (също от Good Charlotte). Джон Фелдман, певец и китарист на групата Goldfinger също съдейства за албума. Налице са две версии на албума – стандартна и бонус. Стандартната версия включва нейни известни песни и три нови песни. Бонус версията, която е известна като Signature Edition или Collector's Edition включва четири нови песни, бонус пакет включващ снимки на Дъф и нейни автографи. Стандартната версия се отличава с ремикса на „I Am“. „The Getaway“, „Mr. James Dean“ и „Fly“ са взети от албума ѝ от 2004 – „Hilary Duff“. „So yesterday“ и „Metamorphosis“ са от втория ѝ албум „Metamorphosis“ (2003).

## Песни
Стандартната версия включва 14 песни:
1. „Wake Up“– 3:38
2. „The Getaway“– 3:37
3. „Beat of My Heart“– 3:09
4. „Come Clean“ (remix 2005)– 3:44
5. „Mr. James Dean“– 3:29
6. „So Yesterday“– 3:35
7. „Metamorphosis“– 3:28
8. „Rock This World“– 3:58
9. „Break My Heart“– 3:21
10. „Fly“– 3:43
11. „Girl Can Rock“ (remix 2005)– 3:04
12. „Our Lips Are Sealed“ featuring Haylie Duff – 2:40
13. „Why Not“ (remix 2005)
14. „I Am“ (remix 2005)

Бонус версията (Collector's Signature Edition) включва 17 песни:
1. „Wake Up“
2. „The Getaway“
3. „Beat of My Heart“
4. „Come Clean“ (remix 2005)
5. „Who's That Girl?“ (acoustic version)
6. „Mr. James Dean“
7. „So Yesterday“
8. „Metamorphosis“
9. „Rock This World“ (remix 2005)
10. „Break My Heart“
11. „Jericho“ (remix 2005)
12. „Fly“
13. „Supergirl“
14. „Party Up“ (remix 2005)
15. „Girl Can Rock“
16. „Our Lips Are Sealed“ featuring Haylie Duff
17. „Why Not“ (remix 2005)